# Могилен некропол Кушльовец
Могилният некропол Кушльовец (Кантар чаир) се намира на 900 m югозападно от центъра на село Долно Изворово, (Община Казанлък). Некрополът се състои от четири могили, разположени в посока изток-запад в самото подножие на Стара планина.

## Описание и особености
Районът, в който се намира некропола е претърпял значителни изменения вследствие интензивните флувиални процеси, довели до образуване на мощни наслагвания на почвата в периода ХV-ХІХ век, като резултат от обезлесяването на южните склонове на Стара планина.

## Археологическо проучване
През есента на 2008 година иманяри прокопават тунел и шахта южно под билото на могилата намираща се до стопанските постройки в местността Кушльовец. След този иманярски набег, следва и втори, при който могилата е разкопана със земекопна машина, която е оформила голям изкоп в югозападната ѝ част. Необходимостта от опазването на археологическия обект разположен в могилата, налага провеждането на спасителни разкопки, които се осъществиха през май и юни 2009 година от научен екип с ръководители доц.Георги Нехризов и Меглена Първин.
Видимата височина на могилата от изток е 4,50 m, от запад – 6,50 m, а диаметърът при основата ѝ е 32 m. По време на проучването в южната периферия на могилата, почти на нивото на съвременния терен, са разкрити два блока от втория ред от куполното покритие на зидана гробница, което налага оформяне на подход от юг към входа ѝ.
Гробното съоръжение е открито запълнено с насипен материал. То се състои от кръгла гробна камера с куполно покритие, предгробна камера с правоъгълен план и непокрит коридор (dromos). Всички помещения са разположени в една ос с ориентация север-юг с отклонение от 18° на запад. Гробницата е частично разрушена и ограбена в древността. Горната част на купола на гробната камера е разкрита съборена. В камерата са намерени 12 секторни блока с различни размери и камъкът покривал купола. По-късно е установено, че един от блоковете от шестия ред липсва, а покритието на предгробната камера не е съхранено, липсват също така и блокове от последния ред на стените ѝ.
Гробната и предгробната камери са изградени от добре оформени гранитни блокове, свързани с железни скоби, залети с олово, а подовете са от правоъгълни каменни плочи. Помещенията са били изцяло покрити с бяла щукатура, запазена в значителна степен при проучването. Гробната камера има диаметър при основата 3,34 m и височина 3,55 m. Засводяването започва от първия ред, а куполът е изграден от девет реда секторни блокове с различна височина. Блоковете са с различни размери, припаснати плътно един до друг, като вътрешни им лица са скосени, а външните не са обработвани. Върху най-горния ред е бил поставен голям грубо оформен гранитен блок, от вътрешната страна на който се наблюдава изсичане с форма на сегмент от сфера, като по този начин куполът е получил завършена кошеровидна форма. Входът е разположен на юг, изграден е от четири паралелепипедни блока, светлият отвор е с трапецовидна форма, отвън оформен с две фасции, подобно на йонийска рамка. След входа се наблюдава тесен праг, където има оформени два отвора за осите на дървена двукрила врата.
Срещу входа на гробната камера е разположено гробно ложе, разкрито отчасти разрушено от падналите блокове от купола. Ложето е изградено от две стъпаловидно оформени страници и фасадна плоча, а вътрешността му е запълнена с блокове и ломени камъни. Върху тях е лягала хоризонтална плоча, която не е разкрита при разкопките. На предната плоча на ложето в нисък релеф са представени силуетите на дървени мебели изобразени в хоризонталната му част са два крака, завършващи горе със стилизирани лалевидни орнаменти, а долната част, която е видима само на западния от тях, е с две овални издутини. Под клинето личат контурите на две ниски масички или столчета с извити навън крака. Бяла щукатура покрива всички елементи на ложето.
Източната и западната част от гробната камера са заети от подиуми, които на север завършват зад гробното ложе. В южния си край те достигат до входа и измазани, така че се образуват два ниски постамента. В южния край на източния подиум е открит поставен малък блок, изрязан в горната час, така че да напомня възглавие. Това според изследователите е свидетелство че тези подиуми за замислени като допълнителни гробни легла. Разположени в камерата, така че да покриват отчасти гробното ложе, дава основания да се предположи, че са добавени по-късно. Предгробната камера на височина е запазена до 2,04 m. Стените ѝ са били изградени от 5 реда блокове свързани помежду си с железни скоби, залети с олово. От най-горния ред на западната стена е запазен само един блок, а на източната – два като липсва най-южният.
Входът на предгробната камера е с йонийска рамка и по-тясна външна фасция. Този вход е затварян от двукрила каменна врата с касетирани отвътре крила. За разлика от вратата на гробната камера, тази се е отваряла навън като първо е трябвало да бъде отворено западното крило. Крилата и осите, са изработени от една плоча. Осите, долната част на които са с бронзов обков, са се въртели в специално оформени плитки отвори в праговата плоча, уплътнени с желязна пластина. Каменната врата е разбита при ограбването на гробницата, от нея на място са запазени около половината от западното крило и долната част на източното. Като отделни части от нея са открити на различни нива в предгробната камера и пред входа в дромоса. Пред вратата са били поставени един върху друг два масивни блока, блокиращи крилата.